# Herzklopfen (Musical)
Das Musical Herzklopfen ist das zweite Musical des Komponisten Jochen Frank Schmidt (Musik und Text). Die Uraufführung fand am 13. November 2003 im Klettgau-Gymnasium in Waldshut-Tiengen statt.

## Handlung
Das Musical „Herzklopfen“ beschreibt das Problem, sich in den geeigneten Partner zu verlieben. Amor hat einen schlechten Tag. Und deshalb bekommt Andy auch nicht den Standard-Liebespfeil, sondern einen, bei dem er zwar weiß, dass er sich verlieben will, aber nicht in wen. Vor lauter Verwirrung entscheidet er, dass Bella, die Schulschönheit, die Richtige für ihn sei. Nur leider hat Andy keine Chance bei ihr. Dabei merkt er nicht, dass sich ein Mauerblümchen in ihn verliebt hat. Bei seinem Freund Professor Durakov, einem leicht verrückten Erfinder, sucht er Rat. Durakov will mit einer Maschine, die das Herzklopfen zweier Menschen synchronisiert, dafür sorgen, dass sich Bella und er ineinander verlieben. Doch ob diese Maschine funktioniert, ist die Frage.

## Aufführungen
Nach der Uraufführung gab es drei weitere Vorstellungen im Klettgau-Gymnasium Waldshut-Tiengen. 2004 wurden weitere 13 ausverkaufte Aufführungen in der Martin-Stoll-Halle in Waldshut-Tiengen aufgeführt. 2005 wurde das Stück in vier Open-Air-Aufführungen im Stadion Waldshut-Tiengen gespielt. Das Musical wurde auch in Karlsruhe und im Burghof Lörrach gezeigt. Die erste Inszenierung von „Herzklopfen“ wurde in insgesamt 28 Aufführungen gezeigt. 2008 wurde das Musical „Herzklopfen“ im Gloria-Theater in Bad Säckingen neu inszeniert und in insgesamt 25 Aufführungen drei Monate lang en suite gespielt.

## Musik
Die musikalische Gestaltung besteht aus Balladen, die sehr emotional sind, sowie mitreißenden Melodien. Titel sind z. B. „No risk no fun“, „Hingezogen“, „Was ganz Besonderes“, „Schwesterherz“ oder „Der Vamp“.

## Künstlerisches Team der Uraufführung
Musik, Text und Regie des Musicals sind von Jochen Frank Schmidt, der Ton von Alexander Dieterle und die Choreographie von Nadine Stengritt. Für die Lichtgestaltung war Jörg Peters zuständig.

## Besetzung der Uraufführung
Andy, der Verliebte und Irene, das Mauerblümchen, wurden von Felix Heiermeier und Nicole Gütling verkörpert. Bella, die Schulschönheit, spielte Dominique Ganter und Amor wurde dargestellt von Markus Oschwald, der leicht verrückte Professor von Johannes Hog. In weiteren Rollen konnte man Manuela Oeschger als Tante Elli sehen, bei der Irene Rat sucht, sowie Simon Riegger und Boris Gerchow als die Freunde Philipp und Fred. Die kleine Schwester von Irene, Annabell, wurde gespielt von Annabel Hog.
Die Band bestand aus Dirk Münster (Piano), Benedikt Weiger (Bass), Frank Pohl (Saxophon), Simon Altmeier (Trompete) und Markus Oschwald (Gitarre).

## Diskografie
Von diesem Musical erschien 2007 eine CD: Herzklopfen, Hochrhein-Musicals.